# Aprostocetus longiclava
Aprostocetus longiclava är en stekelart som beskrevs av Kostjukov 1995. Aprostocetus longiclava ingår i släktet Aprostocetus och familjen finglanssteklar. Inga underarter finns listade i Catalogue of Life.